# Richard Havrilla
Richard Havrilla (Kassa 1966. március 31. –) szlovák nemzetközi labdarúgó-játékvezető.

## Pályafutása

### Nemzeti játékvezetés
Játékvezetésből 1984-ben vizsgázott, 1993-ban lett az önálló állam játékvezetője. 1999-től a Federal League bírója.  A nemzeti játékvezetéstől 2010-ben vonult vissza.

### Nemzetközi játékvezetés
A Szlovák labdarúgó-szövetség Játékvezető Bizottsága (JB) terjesztette fel nemzetközi játékvezetőnek, a Nemzetközi Labdarúgó-szövetség (FIFA) 2002-től tartotta nyilván bírói keretében. Több nemzetek közötti válogatott és klubmérkőzést vezetett, vagy működő társának 4. bíróként segített. Sokáig volt Ľuboš Micheľ 4. játékvezetője. A szlovák nemzetközi játékvezetők rangsorában, a világbajnokság-Európa-bajnokság sorrendjében többedmagával a 8. helyet foglalja el 1 találkozó szolgálatával. Az aktív nemzetközi játékvezetéstől 2008-ban búcsúzott. Több mint 40 nemzetközi találkozón közreműködött.
Válogatott mérkőzéseinek száma: 8.

#### Világbajnokság
A világbajnoki döntőhöz vezető úton Németországba a XVIII., a 2006-os labdarúgó-világbajnokságra  a FIFA JB bíróként alkalmazta.

##### Selejtező mérkőzés
| Időpont             | Helyszín                 | Mérkőzés típusa           | Mérkőzés          | Eredmény | Nézők száma |
| ------------------- | ------------------------ | ------------------------- | ----------------- | -------- | ----------- |
| 2005. augusztus 17. | Központi stadion, Almati | előselejtező (2. csoport) | Kazahsztán–Grúzia | 1 – 2    | 9000        |

#### Nemzetközi kupamérkőzések

##### UEFA-bajnokok ligája
| Időpont            | Helyszín                         | Mérkőzés típusa      | Mérkőzés                       | Eredmény |        |
| ------------------ | -------------------------------- | -------------------- | ------------------------------ | -------- | ------ |
| 2005. augusztus 3. | Gradski stadion u Poljudu, Split | előselejtező (2.kör) | HNK Hajduk Split–Debreceni VSC | 0 – 5    | 25 000 |

##### UEFA-kupa
| Időpont          | Helyszín                        | Mérkőzés típusa             | Mérkőzés                           | Eredmény | Nézők száma |
| ---------------- | ------------------------------- | --------------------------- | ---------------------------------- | -------- | ----------- |
| 2005. július 28. | Traktar Stadion Stadion, Minszk | előselejtező (első forduló) | FK Partizan Minszk–Ferencvárosi TC | 1 – 2    | 4500        |

## Magyar vonatkozás
| Időpont             | Helyszín                | Mérkőzés típusa              | Mérkőzés                | Eredmény | Nézők száma |
| ------------------- | ----------------------- | ---------------------------- | ----------------------- | -------- | ----------- |
| 2006. augusztus 16. | UPC-Arena Stadion, Graz | felkészülési (809. mérkőzés) | Ausztria–Magyarország   | 1 – 2    | 12 000      |
| 2008. augusztus 20. | Népstadion, Budapest    | felkészülési (832. mérkőzés) | Magyarország–Montenegró | 0 – 3    | 4913        |

#### Mérkőzései az NBI-ben
| Időpont           | Helyszín                           | Mérkőzés           | Eredmény | Nézők száma |
| ----------------- | ---------------------------------- | ------------------ | -------- | ----------- |
| 2007. március 30. | Oláh Gábor utcai stadion, Debrecen | Debrecen–Tatabánya | 2 : 0    | 5 500       |